# 106-й окремий механізований батальйон (Україна)
106-й окремий механізований батальйон (106 ОМБ) — військове формування Сухопутних військ Збройних сил України. Входить до складу 63-ї окремої механізованої бригади.

## Історія
На початку 2022 року батальйон воював у Миколаївській області. У селі Благодатне 105-й і 106-й батальйони перебували в оперативному оточенні протягом 100 днів і зазнали там велкиих втрат. Українські війська втримали ці території і відбили згодом.
31 січня 2025 року батальйон витяг з води російську БМП-2 неподалік села Торське на півночі Донецької області. Цю БМП російські окупанти покинули під час відступу у 2022 році.
На початку серпня 2025 року на офіційній сторінці бригади було повідомлення про реорганізацію в бригаді та переформатування підрозділу у 2-й механізований батальйон

## Втрати
- 19 серпня 2022 — Калагурський Богдан Петрович («Електрик»), капітан.[6][7]

- 21 квітня 2023 — Гукало Василь Михайлович, солдат.[8][9]

## Вшанування
Найвищими державними нагородами відзначені:
- Калагурський Богдан Петрович («Електрик») — капітан. Герой України.[6][7]
- Гукало Василь Михайлович — солдат. Герой України.[8][9]